# ایزیولو، کنیا
ایزیولو (به انگلیسی: Isiolo) شهری در استان شرقی واقع در کشور کنیا است که در سال ۱۹۹۹ میلادی ۲۸٫۸۵۴ نفر جمعیت داشته و جمعیت آن در سال ۲۰۰۵ میلادی به ۳۰٫۹۰۷ نفر رسیده‌است.